# Rötenbach (Friedenweiler)
Rötenbach ist ein ehemals selbständiger Ort im Schwarzwald, der sich 1975 mit Friedenweiler im Zuge der Gemeindereform zusammengeschlossen hat. Etwa 1350 der 2000 Einwohner von Friedenweiler leben in Rötenbach.

## Geographie

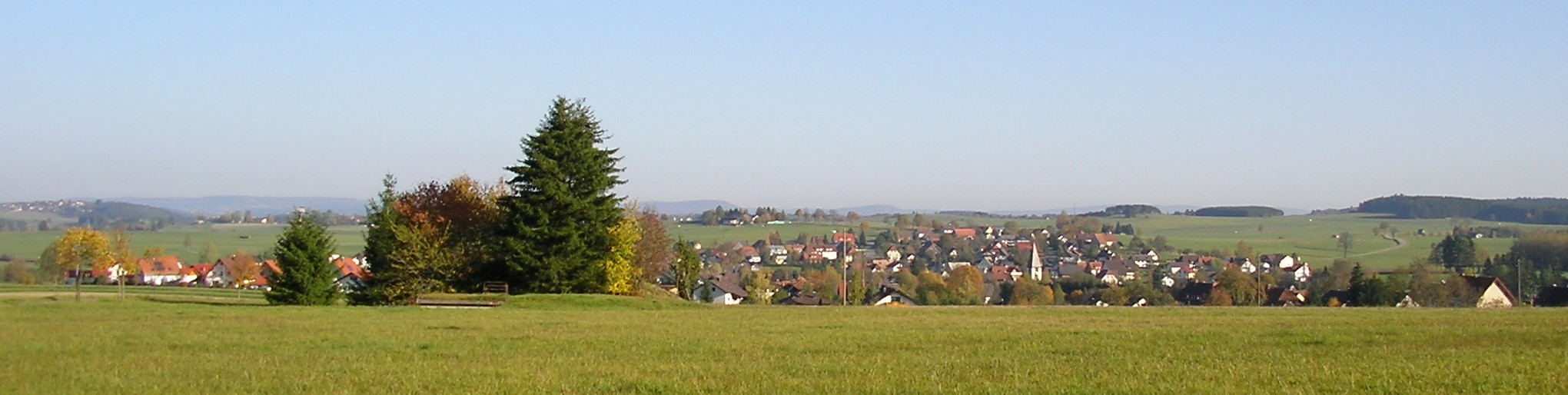
Rötenbach (2004)

Rötenbach liegt etwa sieben Kilometer östlich von Titisee-Neustadt im Südosten des Schwarzwaldes am Übergang zur Baar, auf einer Meereshöhe von 780 bis 950 m.
Der Rötenbach durchfließt die Ortschaft von Nord nach Süd und weiter durch die Rötenbachschlucht in die Wutach.

## Geschichte

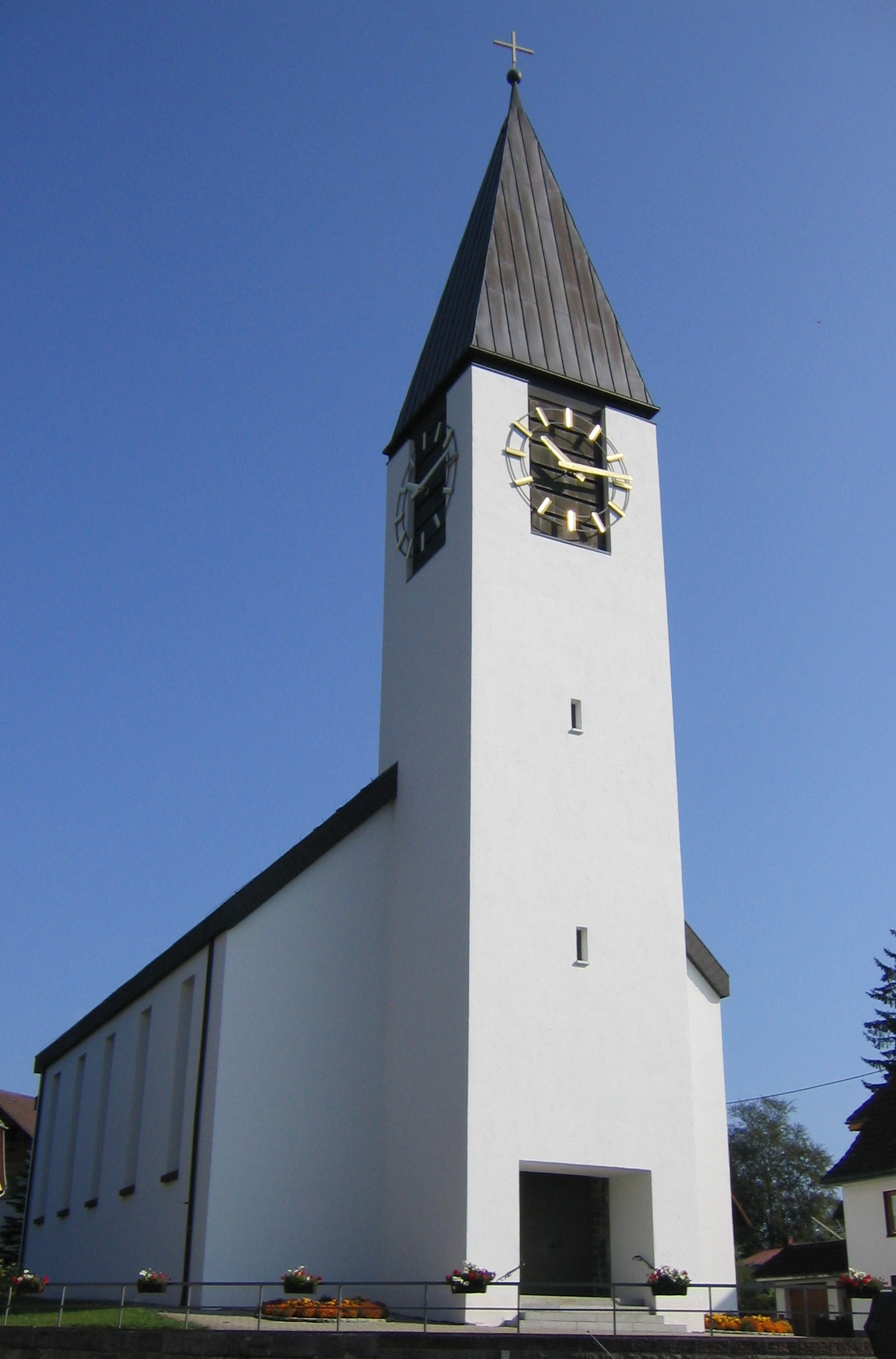
Kirche von Rötenbach

Die erste urkundliche Erwähnung unter dem Namen als „Rotinbah“, stammt vom 19. Januar 819. Die Urkunde wird in St. Gallen aufbewahrt. Ein Ortsadliger namens Ruadger machte eine Schenkung an die Martinskirche in Löffingen.
Seit 1563 befand sich die Gemeinde im Alleinbesitz des Hauses Fürstenberg.
Zuvor gab es nachweisbaren Besitz folgender geistlicher Körperschaften:
- Kirche, Löffingen
- Kloster Friedenweiler
- Kloster Maria, Neudingen
- Kartäuserkloster Freiburg
- Kloster St. Blasien

Nach Auflösung des Fürstentums Fürstenberg kam Rötenbach 1806 zum Großherzogtum Baden.
Im 18. und 19. Jahrhundert war Rötenbach ein Handwerkerdorf, wobei sich insbesondere folgende Tätigkeiten hervortaten:
Ab 1770 verbreitete sich die Uhrmacherei. So betrieben seit 1782 Rötenbacher Familien in London ein Uhrengeschäft. In Rötenbach hatte sich aus der Uhrenschildermalerei die Hinterglasmalerei entwickelt. Berühmt hierfür war das Malergeschlecht Winterhalder, besonders Benedikt Winterhalder, welcher am 20. März 1813 geboren wurde.
Auch Geigenbau wurde in Rötenbach betrieben, welcher vermutlich aus Tirol und Italien in den Schwarzwald kam. Berühmte Rötenbacher Geigenbauer waren Franz Straub und Josef Bier.
Am 1. Januar 1975 fusionierten Friedenweiler und Rötenbach zur neuen Gemeinde Friedenweiler. Ungewöhnlich hierbei war, dass Rötenbach weitaus mehr Einwohner aufwies als Friedenweiler (1970: Rötenbach: 980 Einwohner, Friedenweiler: 585 Einwohner), aber dennoch der Name Friedenweiler für die Gemeinde bestimmt wurde.

## Verkehr
Die Höllentalbahn (Freiburg–Titisee–Donaueschingen) führt durch die Ortschaft, der Bauabschnitt Neustadt–Donaueschingen wurde in den Jahren 1898 bis 1901 verwirklicht.
In Ortsnähe liegt auch die Bundesstraße 31, die von Freiburg nach Lindau führt.

## Kultur und Sehenswürdigkeiten

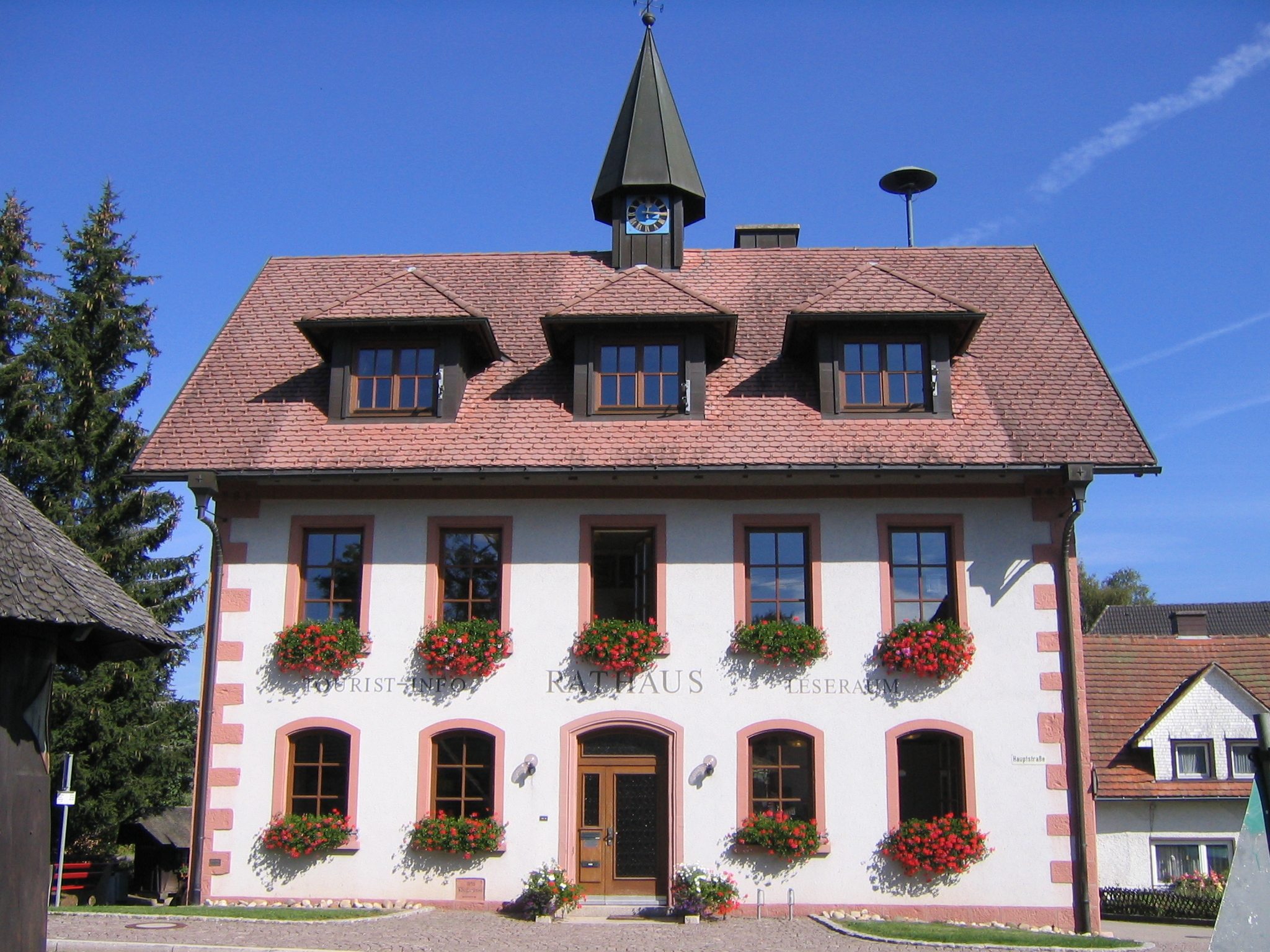
Rathaus

### Bauwerke
Das Rathaus wurde im Jahr 1867 erbaut und dient heute als Rathaus der Gemeinde Friedenweiler.

### Persönlichkeiten, die mit dem Ort in Verbindung stehen
- Johann Georg Straub (1798–1854), auch bekannt als Geigenhans, Geigenbauer und Geiger. Er war in 8. Generation Mitglied der Geigenbauerfamilie Straub und einer ihrer letzten Vertreter. Er wurde in Rötenbach geboren und starb auch hier.
- Außerdem stammte der Vater von Pater Rupert Mayer aus Rötenbach. Pater Rupert Mayer wandte sich in seinem Münchner Priesteramt gegen den Nationalsozialismus und wurde am 3. Mai 1987 von Papst Johannes Paul II. in München seliggesprochen.